# Canberra Tennis International 2025
Il Canberra Tennis International 2025 è stato un torneo maschile e femminile di tennis professionistico. È stata la 7ª edizione del torneo maschile, facente parte della categoria Challenger 125 nell'ambito dell'ATP Challenger Tour 2025, con un montepremi di 200000 $. È stata l'8ª edizione del torneo femminile, facente parte della categoria WTA 125 nell'ambito del WTA 125 2025, con un montepremi di 164000 $. Entrambi i tornei si sono giocati dal 30 dicembre 2024 al 4 gennaio 2025 al Canberra Tennis Centre di Canberra, in Australia.

## Singolare maschile

### Teste di serie
| Nazionalità          | Giocatore           | Ranking* | Testa di serie |
| -------------------- | ------------------- | -------- | -------------- |
| Francia              | Hugo Gaston         | 76       | 1              |
| Argentina            | Facundo Díaz Acosta | 79       | 2              |
| Bosnia ed Erzegovina | Damir Džumhur       | 83       | 3              |
| Giappone             | Tarō Daniel         | 84       | 4              |
| India                | Sumit Nagal         | 98       | 5              |
| Regno Unito          | Jacob Fearnley      | 99       | 6              |
| Germania             | Dominik Koepfer     | 102      | 7              |
| Italia               | Mattia Bellucci     | 103      | 8              |

* Ranking al 23 dicembre 2024.

### Altri partecipanti
I seguenti giocatori hanno ricevuto una wild card per il tabellone principale:
- Matthew Dellavedova
- Blake Ellis
- Dane Sweeny

Il seguente giocatore è entrato in tabellone con il ranking protetto:
- Yosuke Watanuki

Il seguente giocatore è entrato in tabellone come alternate:
- Mitchell Krueger

I seguenti giocatori sono passati dalle qualificazioni:
- Hady Habib
- James Trotter
- Alexis Galarneau
- Ethan Quinn
- Patrick Kypson
- Maks Kaśnikowski

Il seguente giocatore è entrato in tabellone come lucky loser:
- Román Andrés Burruchaga

## Singolare femminile

### Teste di serie
| Nazionalità | Giocatrice            | Ranking* | Testa di serie |
| ----------- | --------------------- | -------- | -------------- |
| Spagna      | Nuria Párrizas Díaz   | 91       | 1              |
| Ungheria    | Anna Bondár           | 93       | 2              |
|             | Anastasija Zacharova  | 112      | 3              |
| Lettonia    | Darja Semeņistaja     | 119      | 4              |
| Croazia     | Petra Martić          | 122      | 5              |
| Canada      | Marina Stakusic       | 125      | 6              |
| Giappone    | Aoi Itō               | 126      | 7              |
| Thailandia  | Mananchaya Sawangkaew | 130      | 8              |

* Ranking al 23 dicembre 2024.

### Altre partecipanti
Le seguenti giocatrici hanno ricevuto una wildcard per il tabellone principale:
- Lizette Cabrera
- Petra Hule
- Emerson Jones
- Taylah Preston

Le seguenti giocatrici sono entrate in tabellone con il ranking protetto:
- Danka Kovinić
- Nina Stojanović

Le seguenti giocatrici sono passate dalle qualificazioni:
- Alex Eala
- Elsa Jacquemot
- Sinja Kraus
- İpek Öz
- Sara Saitō
- Oksana Selechmet'eva
- Solana Sierra
- Simona Waltert

## Doppio femminile

### Teste di serie
| Nazione   | Giocatrice        | Nazione   | Giocatrice       | Rank1 | Seed |
| --------- | ----------------- | --------- | ---------------- | ----- | ---- |
| Ungheria  | Anna Bondár       | Slovenia  | Tamara Zidanšek  | 294   | 1    |
| Slovenia  | Veronika Erjavec  | Rep. Ceca | Dominika Šalková | 353   | 2    |
| Lettonia  | Darja Semeņistaja | Serbia    | Nina Stojanović  | 369   | 3    |
| Australia | Jaimee Fourlis    | Australia | Petra Hule       | 398   | 4    |

* Ranking al 23 dicembre 2024.

### Altre partecipanti
La seguente coppia di giocatrici ha ricevuto una wild card per il tabellone principale:
- Lizette Cabrera /  Taylah Preston

La seguente coppia di giocatrici è subentrata in tabellone come alternate:
- Giorgia Pedone /  Solana Sierra

### Ritiri
Prima del torneo
- Alex Eala /  Sayaka Ishii → sostituite da  Giorgia Pedone /  Solana Sierra

## Campioni

### Singolare maschile
João Fonseca ha sconfitto in finale  Ethan Quinn con il punteggio di 6–4, 6–4.

### Singolare femminile
Aoi Itō ha sconfitto in finale  Wei Sijia con il punteggio di 6–4, 6–3.

### Doppio maschile
Ryan Seggerman /  Eliot Spizzirri hanno sconfitto in finale  Pierre-Hugues Herbert /  Jérôme Kym con il punteggio di 1–6, 7–5, [10–5].

### Doppio femminile
Jaimee Fourlis /  Petra Hule hanno sconfitto in finale  Darja Semeņistaja /  Nina Stojanović con il punteggio di 7–5, 4–6, [10–6].